# キリサキシンドローム
『キリサキシンドローム』は、小林三六九による一連のライトノベル作品。イラストは池田靖宏が担当。レーベルは電撃文庫（アスキー・メディアワークス）。

## あらすじ
ある日、伊佐見遥彦は突然ある少女に殺された。しかし気が付くとなぜか普通に蘇っていた。殺したのは同じ高校の後輩、三日月彼方だった。なぜ蘇ったのか?そこにはアヤカシの存在が関係していた。

## 登場人物

### 主要人物
伊佐見 遥彦（いさみ はるひこ）
本作の主人公。鬼のジンガイであり、黄泉人。高校2年生。近道をしようと入った裏通りで三日月に殺される。しかし不知火が鬼である日暮坂司忌の魂を宿したことにより蘇った。三日月が人を切り裂く際の表情に魅了され、切り裂きたくなった時に自分の体を切り裂けと提案して三日月の玩具扱いとなる。三日月が告白してくる男子を断る方法として彼氏役にされる。三日月と野々原からは好意を寄せられているが本人は全く気付いていない。痛覚・味覚・嗅覚・睡眠欲・食欲を失っている。バケモードの際には両手の手の平から鬼の角が出現する。
三日月 彼方（みかづき かなた）
本作のヒロイン。鎌鼬のジンガイ。高校1年生。5歳上の姉がいる。シスコン。常にカッターを隠し持っており、いじる癖がある。切り裂くことにより、性的な興奮を得る。校内の男子からは毎日告白されていて、何度断っても言い寄ってくる万死に嫌気が差し遥彦を彼氏役にする。両親は7年前に交通事故で死亡、遠縁の親戚夫婦に引き取られる。その後、夫婦に虐待を受け姉が入院、姉を守ろうと夫婦に殺意を抱いた際に鎌鼬に憑かれた。夫婦殺害後は姉と二人でくらしている。遥彦に対し好意を抱いている。バケモードの際には獣耳と尻尾が出現する。
野々原 歩美（ののはら あゆみ）
高校2年生で遥彦のクラスメイト。犬のジンガイ。口より先に足が出るため常にスパッツを着用している。よく瀬里沢の胸を揉んでいる。中学2年生の時、トラックに轢かれ足を負傷して歩けなくなってしまう。入院していた病院から遥彦・御木本と一緒に脱走した際にみつけた子犬のうららを飼い始めてから足は回復し、歩けるようになった。うららがいなくなった時には妖気で支えられていた足が動かなくなった。狂骨戦の最中に霊体化、天狗となったうららに憑かれる。遥彦に対し好意を抱いている。バケモードの際には獣耳と尻尾が出現する。
瀬里沢 道流（せりざわ みちる）
高校2年生で遥彦のクラスメイト。クラスの委員長を務めている。巨乳。猫のジンガイ。小学生の時に担任から勧められ学級委員となり、中学生の時も周りの流されるまま学級委員を務め続けた。そのため周囲からはまじめな優等生として受けとめられ、クラスメイトからは「委員長」と呼ばれている。優等生という虚像と本当の自分とのギャップに苦しみ、万引きをしてしまった際に猫に憑かれた。その後、キリサキ魔に襲われ意識不明の重体となるが不知火の治癒術により回復する。後に猫を「みゅう」と名付けた。バケモードの際には獣耳と尻尾が出現する。
不知火 杏奈（しらぬい あんな）
黒い巫女服を着た退魔師の少女。無駄に態度が大きい。2巻で遥彦のクラスに転入してきた。村雨事変の最中に現場から救出した司忌の魂を遥彦に宿した。よくコスプレ喫茶で修道女と情報交換をしている。アヤカシに関する知識は豊富だがスポーツに関する知識はほとんど無い。司忌に対し好意を抱いており、魂を宿した遥彦のことを気にかけている。そのため2巻から遥彦の家に居候している。
御木本 卓郎（みきもと たくろう）
高校2年生で遥彦のクラスメイト。独断と偏見で女子をランク付けするのが趣味で、校内の恋愛事情に詳しい。口より先に足を出す野々原を女子として扱わないためよく蹴られている。本人曰く「何度死んだ婆ちゃんを川の向こうに見たことか」。

### その他の登場人物
村雨 永遠子（むらさめ とわこ）
ギルド「村雨組」最後の生き残り。一族の中でも特に才覚に優れており、転身術を使って日本刀の「村雨」に経新することができる。キリサキ魔の正体であり、刀を持った人間に憑いて操っていた。刀を手にした三日月に憑くが、支配しきれなかった為に、風斬りによって刀を持った腕を斬られ、人の姿に戻る前に不知火に拘束される。その後はコスプレ喫茶で働かされている。
多智花 千尋（たちばな ちひろ）
年齢不詳、本名・性別不明。斑揚羽のジンガイ。理由は不明だが常に他の誰かに憧れていた。その時、斑揚羽に憑かれて変身の代償として記憶を失い、自分の正体が分からなくなった。河原で拾った学生証の女子の姿を基本としているが、その女子は既に殺されており、犯人の男に殺したはずの本人が逃げたと思われて殺されかける。本人は覚えていないが不良に絡まれていた佐久良を助けたらしく、佐久良からは「運命の王子様」として一方的に慕われている。バケモードの際には蝶の翅と触覚が出現する。
佐久良 涼美（さくら すずみ）
高校2年生。保健委員。病蜘蛛のジンガイ。遥彦が1年の時のクラスメイトで口下手。遥彦の名字をよく間違える。絡まれていた不良から助けてくれた「運命の王子様」を探している際に斑揚羽を追っていた病蜘蛛に憑かれる。多智花を誘拐したが、自分を嫌がったという現実を前に自分の中で思い描いていた物語が破綻し、心の拠り所を無くして暴走する。その後は多智花と一緒にコスプレ喫茶で働いている。
修道女
紫紺の修道服を着た女性。マリンブルーの瞳とブロンドの髪を持つ。コスプレ喫茶の店長であり、情報屋。よく不知火と情報交換をしている。

## アヤカシ
鎌鼬
人が「何かを断ち切りたい」と切望する心に惹かれて憑き、異常性と異能力をもたらして宿主自身に願いを叶えさせる。何かを断ち切る行為はその何かに対する当人の意を断つことに通じるため、俗に「意断ち」と呼ばれる。鎌鼬自体は意断ちに加担して遊ぶだけの悪戯好きなアヤカシ。異常性は「斬裂症候群」（キリサキシンドローム）で、刃物とその扱いに対する異常なまでの執着・衝動・愉悦。異能力は「風斬り」で刃物の異常な切れ味や手を触れずに切断する能力。
蛇魅
蛇のアヤカシ。憑かれた人間は心に秘めた邪念を丸裸にされ、邪な振る舞いをするようになる。宿主の邪念をすすって成長し、心を食い尽くすと次の標的に移る。
猫
宿主に満たされない思いがある場合、刺激を欲した際にその心を掻き立てて宿主の心を満たし、そのおこぼれにあずかるだけのアヤカシ。宿主の心が充実していれば何もしない。異能力は金縛り。異常性は不明。
鬼
もっとも人間に近いアヤカシで、姿かたちは人間そのもの。不老不死で、アヤカシでありながら退魔の力を持つ。異能力は不死身。異常性は痛覚の喪失。
犬
主人と認めた者に対し、良くも悪くも忠義を尽くす。「天狗（天駆）」と呼ばれるアヤカシになると空中を自在に駆け回る異能力をもたらす。
うらら
野々原が病院から脱走した際に見つけた子犬。車に轢かれて足を怪我しており、手術で前足の片方を失う。野々原を主人と認め、妖気で野々原の足を支えていた。
狂骨
頭は人間の髑髏、首から下は鳥の形をしたアヤカシ。全身が骨のみで構成されている。翼を羽ばたかせると巨大な骨矢を無数に放つことができる。死体から生まれるアヤカシで、死者の恨み・辛みといった狂気を媒体として、生まれてほどなくしてバケモノ化する。髑髏の部分を破壊されると消滅する。
厄蟲
「厄病蟲」ともいうが、退魔師のあいだでは単に「蟲」と呼ばれている。厄蟲という名は害虫的なアヤカシの総称で、様々な種類がいる。動植物の精気を蝕み、害を及ぼす。魔境が空間に定着して生まれた異空間を巣にする。
斑揚羽
変身願望の強い心に惹かれて憑く。斑模様の翅を持ち、幻覚作用のある鱗粉をまいて外的を惑わす。そのため自然界で斑揚羽を見つけ出すのは一流の退魔師でも難しい。異能力は「偽張り」で、鱗粉をまとって第三者に変身することができる。また、偽張りとは別に鱗粉を散らすことで視覚を狂わせることもできる。異常性は「忘却」で、偽張りを行う際に、蜜を吸うように宿主の記憶をランダムに吸い取って異能の糧とする。
病蜘蛛
蟲の世界の圧倒的捕食者。意図を自在に操って獲物を絡め取る。とにかくしつこく、諦めが悪いため、似た気質である強い執着心に惹かれる。異能力は「糸操り」で、指先や口から糸を紡ぎ操る。糸の性質や細さ、強度も自在に操ることができる。また、糸を通して、妖気を感知することもできる。異常性は「偏執病」で、執着対象を主体とした妄想狂。

## 用語
黄泉人
アヤカシの憑依によって蘇った人間。命は肉体ではなく宿ったアヤカシに依存しており、身体は擬似的に生命活動を行っているにすぎない。異常性は「喪失」で、死という最大の喪失を逃れた代償に命とは別の何かを失う。
アヤカシ
日常の裏側に潜む存在。人間のように知能があり社会性を持って生きるものや野性に従い本能で生きるものなど様々な種類がいる。
ジンガイ
アヤカシに憑かれた人間。基本的には生きた人間に憑くことが多い。
バケモード
ある程度の妖力を解放するとなる状態。憑いたアヤカシの一部が出現する。普通の人には見えない。
キリサキ魔
作品の舞台である四季森町で起きた連続通り魔事件。正体は村雨永遠子で、自身が変身した刀を手にした人間を操ってジンガイを殺していた。
退魔師
アヤカシ関連のトラブルシューター。起源は数百年前の陰陽師。
ギルド
裏部隊で築かれている集団体制。名乗るのは自由であるため、その実態はピンからキリまで様々。目的やスタンスも千差万別で、協力することもあれば、対立することもある。
村雨組
数百年にわたって続く人間中心の一大ギルド「七支刀」に属する退魔師一派。七支刀を構成する7派の勢力のうち、アヤカシやジンガイに対して特に排他的なスタンスを取っていた。その狂心性はほかの6派の手に余るほどであり、鬼和番衆に対して過剰に反応して四天門が勢力拡大の足がかりとして、はぐれ鬼を装って作ったものではないかと不信を抱いた。
鬼和番衆
「四天門」と呼ばれる鬼のコミュニティから外された少数のはぐれ鬼によって作られたギルド。
村雨事変
村雨組と鬼和番衆、2つのギルドの対立。村雨組は鬼和番衆が拠点としていた異界そのものを消滅させるという禁じ手を使ったが、村雨組も逃げ遅れ、双方とも全滅した。
転身術
己の魂を器物に憑依させ一体化し、人と物二つの姿に自在に変身できる。魂が憑依した器物は強力な霊器へと変わる。

## 既刊一覧
1. 2011年11月10日初版　ISBN 978-4-04-886084-0
2. 2012年10月10日初版　ISBN 978-4-04-891082-8